# Подводные лодки типа «Минерва»
Подводные лодки типа «Минерва» (фр. Classe Minerve) — французские подводные лодки, построенные в 30-е годы XX века. По французской классификации являлись подводными лодками 2-го класса (водоизмещением до 1000 тонн). Всего построили 6 лодок по программам 1930 (4 единицы) и 1936 (2 единицы) годов.
Субмарины имели полуторакорпусную конструкцию и усиленное торпедное вооружение, причем все 550-мм торпедные аппараты располагались в прочном корпусе. Однако отсутствие запасных торпед снижало боевые возможности этих лодок. 400-мм торпедные аппараты располагались за пределами прочного корпуса в 3-трубной поворотной установке.
В июне 1940 года лодки «Жюнон» и «Минерв» были уведены в Англию и позднее перешли на сторону Свободной Франции, поврежденная «Ири» 27.11.1942 ушла из Тулона в Барселону, где была интернирована.

## Список подводных лодок
| Подводная лодка                | Бортовой номер | Верфь | Спущена на воду | Начало службы | Конец службы |
| ------------------------------ | -------------- | ----- | --------------- | ------------- | --- |
| Минерв (Минерва) (фр. Minerve) | Q185           | АC    | 23.10.1934      | 15.09.1936    | 10.10.1943 тяжело повреждена в Ла-Манше канадским самолетом по ошибке, выведена в резерв; 19.09.1945 погибла у британского побережья в результате навигационной ошибки |
| Жюнон (Юнона) (фр. Junon)      | Q186           | АCN   | 15.09.1935      | 20.09.1937    | отправлена на слом 6.12.1954 |
| Венюс (Венера) (фр. Vénus)     | Q187           | АCSM  | 6.04.1935       | 15.11.1936    | затоплена в Тулоне 27.11.1942 |
| Ирис (Ирида) (фр. Iris)        | Q188           | АCD   | 23.09.1934      | 15.11.1936    | отправлена на слом 1.02.1950 |
| Палла (Паллада) (фр. Pallas)   | Q189           | АCN   | 25.08.1938      | 12.06.1939    | затоплена в Оране 9.11.1942 |
| Цере (Церера) (фр. Céres)      | Q190           | АCSM  | 9.12.1938       | 15.07.1939    | затоплена в Оране 9.11.1942 |